# Xã Richland, Quận Rush, Indiana
Xã Richland (tiếng Anh: Richland Township) là một xã thuộc quận Rush, tiểu bang Indiana, Hoa Kỳ. Năm 2010, dân số của xã này là 337 người.